# اس‌ایی‌ای ۴

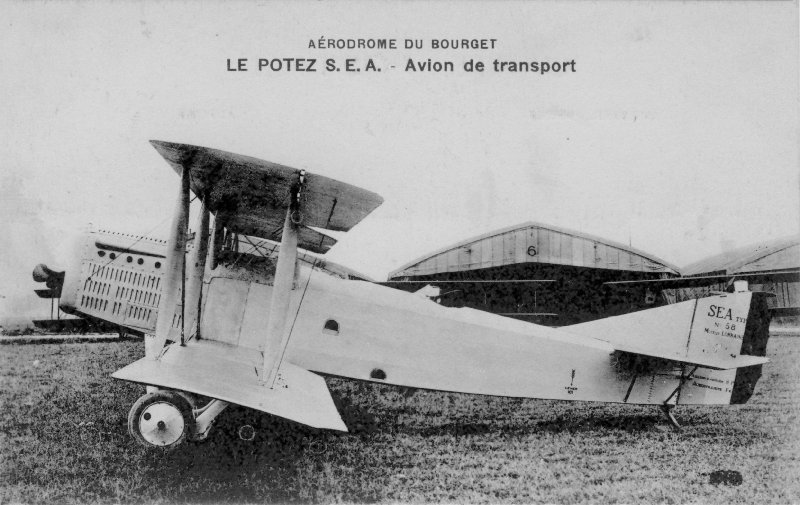
هواگرد ملخ‌پیشین

اس‌ایی‌ای ۴ (به انگلیسی: SEA_IV) یک هواگرد ملخ‌پیشین تک‌موتوره از نوع جنگنده ساخت شرکت Société d'Etudes Aéronautiques (SEA) است. هواگرد اس‌ایی‌ای ۴ نخستین پروازش را در ۱۹۱۸ میلادی انجام داد. در مجموع، تعداد ۱۱۵ فروند از این هواگرد ساخته شده‌است.
طراح این هواگرد، Henry Potez, Louis Coroller, and مارسل داسو بود.